# Championnat de France de rugby à XV 1946-1947
Navigation
1945-1946 1947-1948

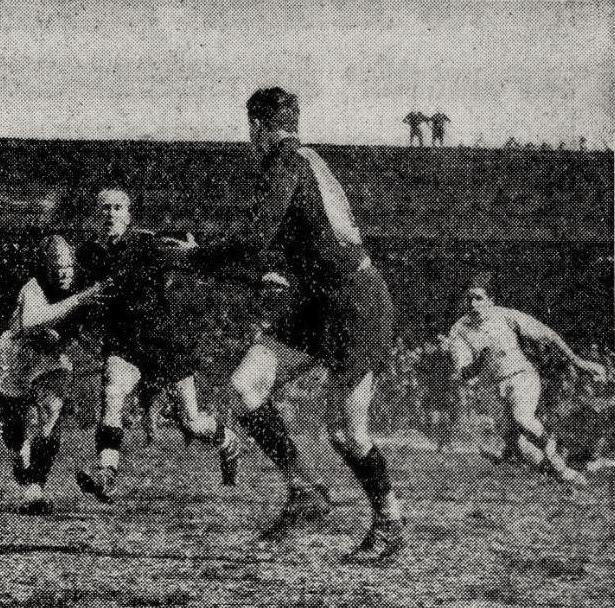
Finale 1947, l'arrière toulousain Mellet passe à Dutrain.

Le championnat de France de rugby à XV de première division 1946-1947 est disputé par 64 clubs groupés en 16 poules. Les huit premières poules qualifient 24 clubs pour la phase suivante car elles regroupent les meilleurs clubs, huit autres qualifiés sont issues des autres poules.
Les trente-deux équipes qualifiées disputent une ultime phase de qualification avec huit poules de quatre dont les deux premiers sont qualifiées pour disputer des 8e de finale.
Le championnat est remporté par le Stade toulousain qui bat le SU Agen en finale, finale disputée sur le terrain du Stade toulousain.

## Contexte
Le Tournoi des cinq nations 1947 est remporté par le Pays de Galles et l'Angleterre. La coupe de France de rugby à XV est remportée par le Stade toulousain qui bat l'AS Montferrand en finale.
Les Toulousains réalisent donc le doublé.

## 1ephase de qualification
Les 8 premières poules (A-H) qualifient les 3 premiers (soit 24 clubs) directement pour la troisième phase. Le dernier de chacun de ces groupes doit passer par la deuxième phase.
Les équipes finissant aux trois premières places des 8 poules suivantes (I-P) se qualifient pour la deuxième phase. Les équipes finissant à la dernière place de chacun de ces groupes sont éliminées.
| Rang | Club             | J | V | N | D | Pm | Pe | Diff | Pts |
| ---- | ---------------- | - | - | - | - | -- | -- | ---- | --- |
| 1    | Section paloise  | 3 | 3 | 0 | 0 | 15 | 6  | +9   | 9   |
| 2    | UMS Montélimar   | 3 | 1 | 0 | 2 | 18 | 14 | +4   | 5   |
| 3    | Aviron bayonnais | 3 | 1 | 0 | 2 | 8  | 9  | -1   | 5   |
| 4    | US Tyrosse       | 3 | 1 | 0 | 2 | 6  | 18 | -12  | 5   |

| Rang | Club              | J | V | N | D | Pm | Pe | Diff | Pts |
| ---- | ----------------- | - | - | - | - | -- | -- | ---- | --- |
| 1    | Stade toulousain  | 3 | 3 | 0 | 0 | 36 | 6  | +30  | 9   |
| 2    | AS Soustons       | 3 | 1 | 1 | 1 | 12 | 15 | -3   | 6   |
| 3    | Castres olympique | 3 | 0 | 2 | 1 | 3  | 18 | -15  | 5   |
| 4    | UA Gujan-Mestras  | 3 | 0 | 1 | 2 | 8  | 20 | -12  | 4   |

| Rang | Club            | J | V | N | D | Pm | Pe | Diff | Pts |
| ---- | --------------- | - | - | - | - | -- | -- | ---- | --- |
| 1    | SU Agen         | 3 | 3 | 0 | 0 | 38 | 15 | +23  | 9   |
| 2    | CA Bègles       | 3 | 2 | 0 | 1 | 29 | 17 | +12  | 7   |
| 3    | US Romans-Péage | 3 | 1 | 0 | 2 | 12 | 29 | -17  | 5   |
| 4    | US Marmande     | 3 | 0 | 0 | 3 | 10 | 28 | -18  | 3   |

| Rang | Club               | J | V | N | D | Pm | Pe | Diff | Pts |
| ---- | ------------------ | - | - | - | - | -- | -- | ---- | --- |
| 1    | US Cognac          | 3 | 3 | 0 | 0 | 34 | 11 | +23  | 9   |
| 2    | Biarritz olympique | 3 | 2 | 0 | 1 | 27 | 13 | +14  | 7   |
| 3    | RC Vichy           | 3 | 1 | 0 | 2 | 15 | 20 | -5   | 5   |
| 4    | FC Grenoble        | 3 | 0 | 0 | 3 | 9  | 41 | -32  | 3   |

| Rang | Club               | J | V | N | D | Pm | Pe | Diff | Pts |
| ---- | ------------------ | - | - | - | - | -- | -- | ---- | --- |
| 1    | USA Perpignan      | 3 | 3 | 0 | 0 | 47 | 15 | +32  | 9   |
| 2    | Lyon OU            | 0 | 0 | 0 | 0 | 0  | 0  | 0    | ?   |
| 3    | Stadoceste tarbais | 0 | 0 | 0 | 0 | 0  | 0  | 0    | ?   |
| 4    | CASG Paris         | 0 | 0 | 0 | 0 | 0  | 0  | 0    | ?   |

| Rang | Club         | J | V | N | D | Pm | Pe | Diff | Pts |
| ---- | ------------ | - | - | - | - | -- | -- | ---- | --- |
| 1    | FC Lourdes   | 3 | 3 | 0 | 0 | 35 | 8  | +27  | 9   |
| 2    | SC Angoulême | 3 | 1 | 1 | 1 | 15 | 14 | +1   | 6   |
| 3    | RC France    | 3 | 0 | 2 | 1 | 11 | 20 | -9   | 5   |
| 4    | RC Narbonne  | 3 | 0 | 1 | 2 | 6  | 25 | -19  | 4   |

| Rang | Club            | J | V | N | D | Pm | Pe | Diff | Pts |
| ---- | --------------- | - | - | - | - | -- | -- | ---- | --- |
| 1    | RC Toulon       | 3 | 3 | 0 | 0 | 47 | 3  | +44  | 9   |
| 2    | Paris UC        | 3 | 2 | 0 | 1 | 25 | 15 | +10  | 7   |
| 3    | Stade bordelais | 3 | 1 | 0 | 2 | 9  | 26 | -17  | 5   |
| 4    | US bressane     | 3 | 0 | 0 | 3 | 9  | 46 | -37  | 3   |

| Rang | Club              | J | V | N | D | Pm | Pe | Diff | Pts |
| ---- | ----------------- | - | - | - | - | -- | -- | ---- | --- |
| 1    | CS Vienne         | 3 | 2 | 0 | 1 | 16 | 6  | +10  | 7   |
| 2    | AS Montferrand    | 3 | 2 | 0 | 1 | 17 | 13 | +4   | 7   |
| 3    | US Montauban      | 3 | 1 | 0 | 2 | 9  | 10 | -1   | 5   |
| 4    | Stade aurillacois | 3 | 1 | 0 | 2 | 6  | 19 | -13  | 5   |

| Rang | Club       | J | V | N | D | Pm | Pe | Diff | Pts |
| ---- | ---------- | - | - | - | - | -- | -- | ---- | --- |
| 1    | SO Millau  | 3 | 2 | 0 | 1 | 32 | 21 | +11  | 7   |
| 2    | SC Mazamet | 3 | 2 | 0 | 1 | 38 | 28 | +10  | 7   |
| 3    | SC Tulle   | 3 | 2 | 0 | 1 | 25 | 29 | -4   | 7   |
| 4    | SC Béziers | 3 | 0 | 0 | 3 | 21 | 38 | -17  | 3   |

| Rang | Club                | J | V | N | D | Pm | Pe | Diff | Pts |
| ---- | ------------------- | - | - | - | - | -- | -- | ---- | --- |
| 1    | CA Brive            | 3 | 3 | 0 | 0 | 41 | 8  | +33  | 9   |
| 2    | Stade niortais      | 3 | 1 | 1 | 1 | 20 | 23 | -3   | 6   |
| 3    | Stade montluçonnais | 3 | 1 | 1 | 1 | 19 | 28 | -9   | 6   |
| 4    | VS Chartres         | 3 | 0 | 0 | 3 | 8  | 29 | -21  | 3   |

| Rang | Club                   | J | V | N | D | Pm | Pe | Diff | Pts |
| ---- | ---------------------- | - | - | - | - | -- | -- | ---- | --- |
| 1    | US Dax                 | 3 | 2 | 1 | 0 | 24 | 3  | +21  | 8   |
| 2    | US Carmaux             | 3 | 2 | 0 | 1 | 19 | 24 | -5   | 7   |
| 3    | FC Oloron-Sainte-Marie | 3 | 1 | 1 | 1 | 17 | 6  | +11  | 6   |
| 4    | CA Lannemezan          | 3 | 0 | 0 | 3 | 3  | 30 | -27  | 3   |

| Rang | Club            | J | V | N | D | Pm | Pe | Diff | Pts |
| ---- | --------------- | - | - | - | - | -- | -- | ---- | --- |
| 1    | USA Limoges     | 3 | 2 | 0 | 1 | 44 | 4  | +40  | 7   |
| 2    | Stade dijonnais | 3 | 2 | 0 | 1 | 27 | 9  | +18  | 7   |
| 3    | US Oyonnax      | 3 | 2 | 0 | 1 | 24 | 15 | +9   | 7   |
| 4    | Saint-Denis US  | 6 | 0 | 3 | 3 | 6  | 73 | -67  | 3   |

| Rang | Club            | J | V | N | D | Pm | Pe | Diff | Pts |
| ---- | --------------- | - | - | - | - | -- | -- | ---- | --- |
| 1    | Saint-Girons SC | 3 | 3 | 0 | 0 | 25 | 9  | +16  | 9   |
| 2    | Stade français  | 3 | 2 | 0 | 1 | 14 | 11 | +3   | 7   |
| 3    | AS Béziers      | 3 | 1 | 0 | 2 | 19 | 12 | +7   | 5   |
| 4    | CA Périgueux    | 3 | 0 | 0 | 3 | 20 | 46 | -26  | 3   |

| Rang | Club          | J | V | N | D | Pm | Pe | Diff | Pts |
| ---- | ------------- | - | - | - | - | -- | -- | ---- | --- |
| 1    | Stade montois | 3 | 3 | 0 | 0 | 34 | 3  | +31  | 9   |
| 2    | UA Libourne   | 3 | 2 | 0 | 1 | 18 | 15 | +3   | 7   |
| 3    | Stade nantais | 3 | 1 | 0 | 2 | 16 | 13 | +3   | 5   |
| 4    | US Métro      | 3 | 0 | 0 | 3 | 7  | 44 | -37  | 3   |

| Rang | Club          | J | V | N | D | Pm | Pe | Diff | Pts |
| ---- | ------------- | - | - | - | - | -- | -- | ---- | --- |
| 1    | AS Roanne     | 3 | 2 | 1 | 0 | 27 | 6  | +21  | 8   |
| 2    | Red Star OA   | 3 | 2 | 0 | 1 | 32 | 26 | +6   | 7   |
| 3    | US Bergerac   | 3 | 1 | 1 | 1 | 25 | 36 | -11  | 6   |
| 4    | CO Le Creusot | 3 | 0 | 0 | 3 | 16 | 32 | -16  | 3   |

|  | Qualifiés pour la 3e phase |
|  | Qualifiés pour la 2e phase |

| Rang | Club                        | J | V | N | D | Pm | Pe | Diff | Pts |
| ---- | --------------------------- | - | - | - | - | -- | -- | ---- | --- |
| 1    | ASPTT Paris                 | 3 | 2 | 0 | 1 | 14 | 23 | -9   | 7   |
| 2    | Saint-Jean-de-Luz olympique | 3 | 1 | 1 | 1 | 30 | 20 | +10  | 6   |
| 3    | US Fumel-Libos              | 3 | 1 | 1 | 1 | 13 | 11 | +2   | 6   |
| 4    | Boucau Stade                | 3 | 1 | 0 | 2 | 9  | 12 | -3   | 5   |

## 2ephase de qualification

### Poule A
| Rang | Club           | J | V | N | D | Pm | Pe | Diff | Pts |
| ---- | -------------- | - | - | - | - | -- | -- | ---- | --- |
| 1    | RC Toulon      | 2 | 2 | 0 | 0 | 8  | 3  | +5   | 6   |
| 2    | UMS Montélimar | 2 | 0 | 1 | 1 | 3  | 5  | -2   | 3   |
| 3    | Lyon OU        | 2 | 0 | 1 | 1 | 0  | 3  | -3   | 3   |

|  | Qualifiés pour la 3e phase |

### Poule B
| Rang | Club              | J | V | N | D | Pm | Pe | Diff | Pts |
| ---- | ----------------- | - | - | - | - | -- | -- | ---- | --- |
| 1    | Castres olympique | 2 | 1 | 1 | 0 | 11 | 6  | +5   | 5   |
| 2    | USA Perpignan     | 2 | 0 | 2 | 0 | 6  | 6  | 0    | 4   |
| 3    | US Montauban      | 2 | 0 | 1 | 1 | 6  | 11 | -5   | 3   |

|  | Qualifiés pour la 3e phase |

### Poule C
| Rang | Club             | J | V | N | D | Pm | Pe | Diff | Pts |
| ---- | ---------------- | - | - | - | - | -- | -- | ---- | --- |
| 1    | Stade toulousain | 2 | 2 | 0 | 0 | 36 | 10 | +26  | 6   |
| 2    | SC Angoulême     | 2 | 1 | 0 | 1 | 11 | 32 | -21  | 4   |
| 3    | Aviron bayonnais | 2 | 0 | 0 | 2 | 12 | 17 | -5   | 2   |

|  | Qualifiés pour la 3e phase |

### Poule D
| Rang | Club               | J | V | N | D | Pm | Pe | Diff | Pts |
| ---- | ------------------ | - | - | - | - | -- | -- | ---- | --- |
| 1    | FC Lourdes         | 2 | 1 | 1 | 0 | 17 | 9  | +8   | 5   |
| 2    | AS Soustons        | 2 | 0 | 2 | 0 | 8  | 8  | 0    | 4   |
| 3    | Stadoceste tarbais | 2 | 0 | 1 | 1 | 11 | 19 | -8   | 3   |

|  | Qualifiés pour la 3e phase |

### Poule E
| Rang | Club      | J | V | N | D | Pm | Pe | Diff | Pts |
| ---- | --------- | - | - | - | - | -- | -- | ---- | --- |
| 1    | SU Agen   | 2 | 1 | 1 | 0 | 15 | 3  | +12  | 5   |
| 2    | CS Vienne | 2 | 1 | 0 | 1 | 7  | 18 | -11  | 4   |
| 3    | RC Vichy  | 2 | 0 | 1 | 1 | 3  | 4  | -1   | 3   |

|  | Qualifiés pour la 3e phase |

### Poule F
| Rang | Club            | J | V | N | D | Pm | Pe | Diff | Pts |
| ---- | --------------- | - | - | - | - | -- | -- | ---- | --- |
| 1    | Paris UC        | 2 | 1 | 1 | 0 | 15 | 5  | +10  | 5   |
| 2    | US Romans-Péage | 2 | 1 | 0 | 1 | 11 | 15 | -4   | 4   |
| 3    | US Cognac       | 2 | 0 | 1 | 1 | 0  | 6  | -6   | 3   |

|  | Qualifiés pour la 3e phase |

### Poule G
| Rang | Club            | J | V | N | D | Pm | Pe | Diff | Pts |
| ---- | --------------- | - | - | - | - | -- | -- | ---- | --- |
| 1    | RC France       | 2 | 1 | 1 | 0 | 12 | 10 | +2   | 5   |
| 2    | CA Bègles       | 2 | 1 | 0 | 1 | 18 | 17 | +1   | 4   |
| 3    | Section paloise | 2 | 0 | 1 | 1 | 11 | 14 | -3   | 3   |

|  | Qualifiés pour la 3e phase |

### Poule H
| Rang | Club               | J | V | N | D | Pm | Pe | Diff | Pts |
| ---- | ------------------ | - | - | - | - | -- | -- | ---- | --- |
| 1    | AS Montferrand     | 2 | 2 | 0 | 0 | 30 | 8  | +22  | 6   |
| 2    | Biarritz olympique | 2 | 1 | 0 | 1 | 20 | 22 | -2   | 4   |
| 3    | Stade bordelais    | 2 | 0 | 0 | 2 | 9  | 29 | -20  | 2   |

|  | Qualifiés pour la 3e phase |

### Poule I
| Rang | Club           | J | V | N | D | Pm | Pe | Diff | Pts |
| ---- | -------------- | - | - | - | - | -- | -- | ---- | --- |
| 1    | US Tyrosse     | 3 | 2 | 1 | 0 | 68 | 11 | +57  | 8   |
| 2    | Stade niortais | 3 | 2 | 0 | 1 | 30 | 22 | +8   | 7   |
| 3    | Stade nantais  | 3 | 1 | 1 | 1 | 45 | 16 | +29  | 6   |
| 4    | ASPTT Paris    | 3 | 0 | 0 | 3 | 3  | 97 | -94  | 3   |

|  | Qualifiés pour la 3e phase |

### Poule J
| Rang | Club              | J | V | N | D | Pm | Pe | Diff | Pts |
| ---- | ----------------- | - | - | - | - | -- | -- | ---- | --- |
| 1    | Stade aurillacois | 3 | 2 | 1 | 0 | 45 | 0  | +45  | 8   |
| 2    | SC Mazamet        | 3 | 2 | 1 | 0 | 40 | 3  | +37  | 8   |
| 3    | UA Libourne       | 3 | 1 | 0 | 2 | 9  | 60 | -51  | 5   |
| 4    | Red Star OA       | 3 | 0 | 0 | 3 | 0  | 31 | -31  | 3   |

|  | Qualifiés pour la 3e phase |

### Poule K
| Rang | Club             | J | V | N | D | Pm | Pe | Diff | Pts |
| ---- | ---------------- | - | - | - | - | -- | -- | ---- | --- |
| 1    | UA Gujan-Mestras | 3 | 2 | 1 | 0 | 20 | 10 | +10  | 8   |
| 2    | AS Béziers       | 3 | 1 | 2 | 0 | 15 | 14 | +1   | 7   |
| 3    | US Carmaux       | 3 | 1 | 1 | 1 | 10 | 14 | -4   | 6   |
| 4    | USA Limoges      | 3 | 0 | 0 | 3 | 11 | 18 | -7   | 3   |

|  | Qualifiés pour la 3e phase |

### Poule L
| Rang | Club                | J | V | N | D | Pm | Pe | Diff | Pts |
| ---- | ------------------- | - | - | - | - | -- | -- | ---- | --- |
| 1    | Stade montluçonnais | 3 | 2 | 0 | 1 | 20 | 6  | +14  | 7   |
| 2    | US Bergerac         | 3 | 2 | 0 | 1 | 16 | 6  | +10  | 7   |
| 3    | RC Narbonne         | 3 | 2 | 0 | 1 | 19 | 22 | -3   | 7   |
| 3    | Stade français      | 3 | 0 | 0 | 3 | 11 | 32 | -21  | 3   |

|  | Qualifiés pour la 3e phase |

### Poule M
| Rang | Club                        | J | V | N | D | Pm | Pe | Diff | Pts |
| ---- | --------------------------- | - | - | - | - | -- | -- | ---- | --- |
| 1    | US Dax                      | 3 | 2 | 0 | 1 | 24 | 9  | +15  | 7   |
| 2    | US Marmande                 | 3 | 1 | 1 | 1 | 9  | 11 | -2   | 6   |
| 3    | Saint-Jean-de-Luz olympique | 3 | 1 | 1 | 1 | 3  | 8  | -5   | 6   |
| 4    | SO Millau                   | 3 | 0 | 2 | 1 | 6  | 14 | -8   | 5   |

|  | Qualifiés pour la 3e phase |

### Poule N
| Rang | Club            | J | V | N | D | Pm | Pe | Diff | Pts |
| ---- | --------------- | - | - | - | - | -- | -- | ---- | --- |
| 1    | SC Tulle        | 3 | 2 | 0 | 1 | 61 | 19 | +42  | 7   |
| 2    | Saint-Girons SC | 3 | 2 | 0 | 1 | 14 | 16 | -2   | 7   |
| 3    | FC Grenoble     | 3 | 2 | 0 | 1 | 19 | 26 | -7   | 7   |
| 4    | US Oyonnax      | 3 | 0 | 0 | 3 | 6  | 39 | -33  | 3   |

|  | Qualifiés pour la 3e phase |

### Poule O
| Rang | Club                   | J | V | N | D | Pm | Pe | Diff | Pts |
| ---- | ---------------------- | - | - | - | - | -- | -- | ---- | --- |
| 1    | Stade montois          | 3 | 3 | 0 | 0 | 38 | 9  | +29  | 9   |
| 2    | FC Oloron-Sainte-Marie | 3 | 1 | 1 | 1 | 9  | 6  | +3   | 6   |
| 3    | CASG Paris             | 3 | 1 | 0 | 2 | 12 | 15 | -3   | 5   |
| 4    | US Fumel-Libos         | 3 | 0 | 1 | 2 | 3  | 32 | -29  | 4   |

|  | Qualifiés pour la 3e phase |

### Poule P
| Rang | Club            | J | V | N | D | Pm | Pe | Diff | Pts |
| ---- | --------------- | - | - | - | - | -- | -- | ---- | --- |
| 1    | CA Brive        | 3 | 3 | 0 | 0 | 67 | 4  | +63  | 9   |
| 2    | US Bressane     | 3 | 1 | 1 | 1 | 10 | 15 | -5   | 6   |
| 3    | Stade dijonnais | 3 | 1 | 0 | 2 | 14 | 48 | -34  | 5   |
| 4    | AS Roanne       | 3 | 0 | 1 | 2 | 5  | 29 | -24  | 4   |

|  | Qualifiés pour la 3e phase |

## 3ephase de qualification
On indique ci-après les huit poules de quatre qualificatives pour les huitièmes de finale, le nom des clubs qualifiés pour les 8e de finale est en gras.

### Poule A
| Rang | Club                | J | V | N | D | Pm | Pe | Diff | Pts |
| ---- | ------------------- | - | - | - | - | -- | -- | ---- | --- |
| 1    | Stade toulousain    | 3 | 3 | 0 | 0 | 43 | 12 | +31  | 9   |
| 2    | RC Vichy            | 3 | 1 | 0 | 2 | 17 | 16 | +1   | 5   |
| 2    | UMS Montélimar      | 3 | 1 | 0 | 2 | 10 | 25 | -15  | 5   |
| 2    | Stade montluçonnais | 3 | 1 | 0 | 2 | 10 | 27 | -17  | 5   |

|  | Qualifiés pour les huitièmes de finale |

### Poule B
| Rang | Club           | J | V | N | D | Pm | Pe | Diff | Pts |
| ---- | -------------- | - | - | - | - | -- | -- | ---- | --- |
| 1    | AS Montferrand | 3 | 3 | 0 | 0 | 29 | 8  | +21  | 9   |
| 2    | US Montauban   | 3 | 2 | 0 | 1 | 27 | 19 | +8   | 7   |
| 2    | SC Tulle       | 3 | 1 | 0 | 2 | 6  | 13 | -7   | 5   |
| 2    | SC Angoulême   | 3 | 0 | 0 | 3 | 6  | 28 | -22  | 3   |

|  | Qualifiés pour les huitièmes de finale |

### Poule C
| Rang | Club            | J | V | N | D | Pm | Pe | Diff | Pts |
| ---- | --------------- | - | - | - | - | -- | -- | ---- | --- |
| 1    | CS Vienne       | 3 | 3 | 0 | 0 | 15 | 3  | +12  | 9   |
| 2    | RC Toulon       | 3 | 1 | 1 | 1 | 17 | 12 | +5   | 6   |
| 2    | Section paloise | 3 | 1 | 1 | 1 | 19 | 20 | -1   | 6   |
| 2    | US Dax          | 3 | 0 | 0 | 3 | 14 | 30 | -16  | 3   |

|  | Qualifiés pour les huitièmes de finale |

### Poule D
| Rang | Club               | J | V | N | D | Pm | Pe | Diff | Pts |
| ---- | ------------------ | - | - | - | - | -- | -- | ---- | --- |
| 1    | SU Agen            | 3 | 3 | 0 | 0 | 70 | 5  | +65  | 9   |
| 2    | Biarritz olympique | 3 | 2 | 0 | 1 | 26 | 50 | -24  | 7   |
| 2    | Lyon OU            | 3 | 0 | 1 | 2 | 10 | 29 | -19  | 4   |
| 2    | CA Brive           | 3 | 0 | 1 | 2 | 0  | 22 | -22  | 4   |

|  | Qualifiés pour les huitièmes de finale |

### Poule E
| Rang | Club            | J | V | N | D | Pm | Pe | Diff | Pts |
| ---- | --------------- | - | - | - | - | -- | -- | ---- | --- |
| 1    | FC Lourdes      | 3 | 2 | 1 | 0 | 27 | 6  | +21  | 8   |
| 2    | US Romans-Péage | 3 | 1 | 2 | 0 | 10 | 3  | +7   | 7   |
| 2    | Stade bordelais | 3 | 1 | 1 | 1 | 8  | 17 | -9   | 6   |
| 2    | Stade montois   | 3 | 0 | 0 | 3 | 6  | 25 | -19  | 3   |

|  | Qualifiés pour les huitièmes de finale |

### Poule F
| Rang | Club               | J | V | N | D | Pm | Pe | Diff | Pts |
| ---- | ------------------ | - | - | - | - | -- | -- | ---- | --- |
| 1    | USA Perpignan      | 3 | 2 | 1 | 0 | 43 | 8  | +35  | 8   |
| 2    | Stadoceste tarbais | 3 | 2 | 0 | 1 | 31 | 15 | +16  | 7   |
| 2    | UA Gujan-Mestras   | 3 | 1 | 0 | 2 | 14 | 54 | -40  | 5   |
| 2    | RC France          | 3 | 0 | 1 | 2 | 9  | 20 | -11  | 4   |

|  | Qualifiés pour les huitièmes de finale |

### Poule G
| Rang | Club              | J | V | N | D | Pm | Pe | Diff | Pts |
| ---- | ----------------- | - | - | - | - | -- | -- | ---- | --- |
| 1    | Paris UC          | 3 | 2 | 1 | 0 | 22 | 5  | +17  | 8   |
| 2    | AS Soustons       | 3 | 2 | 0 | 1 | 10 | 17 | -7   | 7   |
| 2    | Aviron bayonnais  | 3 | 1 | 0 | 2 | 31 | 16 | +15  | 5   |
| 2    | Stade aurillacois | 3 | 0 | 1 | 2 | 3  | 28 | -25  | 4   |

|  | Qualifiés pour les huitièmes de finale |

### Poule H
| Rang | Club              | J | V | N | D | Pm | Pe | Diff | Pts |
| ---- | ----------------- | - | - | - | - | -- | -- | ---- | --- |
| 1    | Castres olympique | 3 | 2 | 0 | 1 | 33 | 10 | +23  | 7   |
| 2    | US Tyrosse        | 3 | 2 | 0 | 1 | 20 | 12 | +8   | 7   |
| 3    | US Cognac         | 3 | 2 | 0 | 1 | 9  | 12 | -3   | 7   |
| 4    | CA Bègles         | 3 | 0 | 0 | 3 | 8  | 36 | -28  | 3   |

|  | Qualifiés pour les huitièmes de finale |

## Tableau final
|  | Huitièmes de finale                                     | Huitièmes de finale                                                  |                  |      | Quarts de finale                          | Quarts de finale                          |  |  | Demi-finales                                 | Demi-finales                                 |  |  | Finale                                                | Finale                                                |
|  | Huitièmes de finale                                     | Huitièmes de finale                                                  |                  |      | Quarts de finale                          | Quarts de finale                          |  |  | Demi-finales                                 | Demi-finales                                 |  |  | Finale                                                | Finale                                                |
|  |                                                         |                                                                      |                  |      |                                           |                                           |  |  |                                              |                                              |  |  |                                                       |                                                       |
|  | Le 2 mars 1947 au Stade Aimé-Giral, Perpignan           | Le 2 mars 1947 au Stade Aimé-Giral, Perpignan                        |                  |      | Le 9 mars 1947 au Parc des Princes, Paris | Le 9 mars 1947 au Parc des Princes, Paris |  |  | Le 29 mars 1947 au Stade municipal, Bordeaux | Le 29 mars 1947 au Stade municipal, Bordeaux |  |  | Le 13 avril 1947 au Stade des Ponts-Jumeaux, Toulouse | Le 13 avril 1947 au Stade des Ponts-Jumeaux, Toulouse |
|  | Le 2 mars 1947 au Stade Aimé-Giral, Perpignan           | Le 2 mars 1947 au Stade Aimé-Giral, Perpignan                        |                  |      | Le 9 mars 1947 au Parc des Princes, Paris | Le 9 mars 1947 au Parc des Princes, Paris |  |  | Le 29 mars 1947 au Stade municipal, Bordeaux | Le 29 mars 1947 au Stade municipal, Bordeaux |  |  | Le 13 avril 1947 au Stade des Ponts-Jumeaux, Toulouse | Le 13 avril 1947 au Stade des Ponts-Jumeaux, Toulouse |
|  | Stade toulousain                                        | 16                                                                   |                  |      | Le 9 mars 1947 au Parc des Princes, Paris | Le 9 mars 1947 au Parc des Princes, Paris |  |  | Le 29 mars 1947 au Stade municipal, Bordeaux | Le 29 mars 1947 au Stade municipal, Bordeaux |  |  | Le 13 avril 1947 au Stade des Ponts-Jumeaux, Toulouse | Le 13 avril 1947 au Stade des Ponts-Jumeaux, Toulouse |
|  | Stade toulousain                                        | 16                                                                   |                  |      | Le 9 mars 1947 au Parc des Princes, Paris | Le 9 mars 1947 au Parc des Princes, Paris |  |  | Le 29 mars 1947 au Stade municipal, Bordeaux | Le 29 mars 1947 au Stade municipal, Bordeaux |  |  | Le 13 avril 1947 au Stade des Ponts-Jumeaux, Toulouse | Le 13 avril 1947 au Stade des Ponts-Jumeaux, Toulouse |
|  | RC Toulon                                               | 3                                                                    |                  |      | Le 9 mars 1947 au Parc des Princes, Paris | Le 9 mars 1947 au Parc des Princes, Paris |  |  | Le 29 mars 1947 au Stade municipal, Bordeaux | Le 29 mars 1947 au Stade municipal, Bordeaux |  |  | Le 13 avril 1947 au Stade des Ponts-Jumeaux, Toulouse | Le 13 avril 1947 au Stade des Ponts-Jumeaux, Toulouse |
|  | RC Toulon                                               | 3                                                                    | Stade toulousain | 3    |                                           |                                           |  |  | Le 29 mars 1947 au Stade municipal, Bordeaux | Le 29 mars 1947 au Stade municipal, Bordeaux |  |  | Le 13 avril 1947 au Stade des Ponts-Jumeaux, Toulouse | Le 13 avril 1947 au Stade des Ponts-Jumeaux, Toulouse |
|  | Le 2 mars 1947 au Stade Mayol, Toulon                   |                                                                      | Stade toulousain | 3    |                                           |                                           |  |  | Le 29 mars 1947 au Stade municipal, Bordeaux | Le 29 mars 1947 au Stade municipal, Bordeaux |  |  | Le 13 avril 1947 au Stade des Ponts-Jumeaux, Toulouse | Le 13 avril 1947 au Stade des Ponts-Jumeaux, Toulouse |
|  |                                                         | US Romans                                                            | 0                |      |                                           |                                           |  |  | Le 29 mars 1947 au Stade municipal, Bordeaux | Le 29 mars 1947 au Stade municipal, Bordeaux |  |  | Le 13 avril 1947 au Stade des Ponts-Jumeaux, Toulouse | Le 13 avril 1947 au Stade des Ponts-Jumeaux, Toulouse |
|  | US Romans                                               | US Romans                                                            | 0                | 7    |                                           |                                           |  |  | Le 29 mars 1947 au Stade municipal, Bordeaux | Le 29 mars 1947 au Stade municipal, Bordeaux |  |  | Le 13 avril 1947 au Stade des Ponts-Jumeaux, Toulouse | Le 13 avril 1947 au Stade des Ponts-Jumeaux, Toulouse |
|  | US Romans                                               | Le 9 mars 1947 au Stade municipal, Bordeaux                          |                  | 7    |                                           |                                           |  |  | Le 29 mars 1947 au Stade municipal, Bordeaux | Le 29 mars 1947 au Stade municipal, Bordeaux |  |  | Le 13 avril 1947 au Stade des Ponts-Jumeaux, Toulouse | Le 13 avril 1947 au Stade des Ponts-Jumeaux, Toulouse |
|  | USA Perpignan                                           | 0                                                                    |                  |      |                                           |                                           |  |  | Le 29 mars 1947 au Stade municipal, Bordeaux | Le 29 mars 1947 au Stade municipal, Bordeaux |  |  | Le 13 avril 1947 au Stade des Ponts-Jumeaux, Toulouse | Le 13 avril 1947 au Stade des Ponts-Jumeaux, Toulouse |
|  | USA Perpignan                                           | 0                                                                    | Stade toulousain | 20   |                                           |                                           |  |  |                                              |                                              |  |  | Le 13 avril 1947 au Stade des Ponts-Jumeaux, Toulouse | Le 13 avril 1947 au Stade des Ponts-Jumeaux, Toulouse |
|  | Le 2 mars 1947 au Stade des Ponts-Jumeaux, Toulouse     |                                                                      | Stade toulousain | 20   |                                           |                                           |  |  |                                              |                                              |  |  | Le 13 avril 1947 au Stade des Ponts-Jumeaux, Toulouse | Le 13 avril 1947 au Stade des Ponts-Jumeaux, Toulouse |
|  |                                                         | AS Montferrand                                                       | 4                |      |                                           |                                           |  |  |                                              |                                              |  |  | Le 13 avril 1947 au Stade des Ponts-Jumeaux, Toulouse | Le 13 avril 1947 au Stade des Ponts-Jumeaux, Toulouse |
|  | AS Montferrand                                          | AS Montferrand                                                       | 4                | 18   |                                           |                                           |  |  |                                              |                                              |  |  | Le 13 avril 1947 au Stade des Ponts-Jumeaux, Toulouse | Le 13 avril 1947 au Stade des Ponts-Jumeaux, Toulouse |
|  | AS Montferrand                                          | Le 29 mars 1947 au Parc des sports Marcel-Michelin, Clermont-Ferrand |                  | 18   |                                           |                                           |  |  |                                              |                                              |  |  | Le 13 avril 1947 au Stade des Ponts-Jumeaux, Toulouse | Le 13 avril 1947 au Stade des Ponts-Jumeaux, Toulouse |
|  | Biarritz olympique                                      | 3                                                                    |                  |      |                                           |                                           |  |  |                                              |                                              |  |  | Le 13 avril 1947 au Stade des Ponts-Jumeaux, Toulouse | Le 13 avril 1947 au Stade des Ponts-Jumeaux, Toulouse |
|  | Biarritz olympique                                      | 3                                                                    | AS Montferrand   | 7    |                                           |                                           |  |  |                                              |                                              |  |  | Le 13 avril 1947 au Stade des Ponts-Jumeaux, Toulouse | Le 13 avril 1947 au Stade des Ponts-Jumeaux, Toulouse |
|  | Le 2 mars 1947 au Parc des sports d'Aguiléra, Biarritz  |                                                                      | AS Montferrand   | 7    |                                           |                                           |  |  |                                              |                                              |  |  | Le 13 avril 1947 au Stade des Ponts-Jumeaux, Toulouse | Le 13 avril 1947 au Stade des Ponts-Jumeaux, Toulouse |
|  |                                                         | FC Lourdes                                                           | 5                |      |                                           |                                           |  |  |                                              |                                              |  |  | Le 13 avril 1947 au Stade des Ponts-Jumeaux, Toulouse | Le 13 avril 1947 au Stade des Ponts-Jumeaux, Toulouse |
|  | FC Lourdes                                              | FC Lourdes                                                           | 5                | 10   |                                           |                                           |  |  |                                              |                                              |  |  | Le 13 avril 1947 au Stade des Ponts-Jumeaux, Toulouse | Le 13 avril 1947 au Stade des Ponts-Jumeaux, Toulouse |
|  | FC Lourdes                                              | Le 9 mars 1947 au Stade des Ponts-Jumeaux, Toulouse                  |                  | 10   |                                           |                                           |  |  |                                              |                                              |  |  | Le 13 avril 1947 au Stade des Ponts-Jumeaux, Toulouse | Le 13 avril 1947 au Stade des Ponts-Jumeaux, Toulouse |
|  | US Tyrosse                                              | 8                                                                    |                  |      |                                           |                                           |  |  |                                              |                                              |  |  | Le 13 avril 1947 au Stade des Ponts-Jumeaux, Toulouse | Le 13 avril 1947 au Stade des Ponts-Jumeaux, Toulouse |
|  | US Tyrosse                                              | 8                                                                    | Stade toulousain | 10   |                                           |                                           |  |  |                                              |                                              |  |  |                                                       |                                                       |
|  | Le 2 mars 1947 au Stadium municipal, Brive-la-Gaillarde |                                                                      | Stade toulousain | 10   |                                           |                                           |  |  |                                              |                                              |  |  |                                                       |                                                       |
|  |                                                         | SU Agen                                                              | 3                |      |                                           |                                           |  |  |                                              |                                              |  |  |                                                       |                                                       |
|  | SU Agen                                                 | SU Agen                                                              | 3                | 6    |                                           |                                           |  |  |                                              |                                              |  |  |                                                       |                                                       |
|  | SU Agen                                                 |                                                                      |                  | 6    |                                           |                                           |  |  |                                              |                                              |  |  |                                                       |                                                       |
|  | RC Vichy                                                | 0                                                                    |                  |      |                                           |                                           |  |  |                                              |                                              |  |  |                                                       |                                                       |
|  | RC Vichy                                                | 0                                                                    | SU Agen          | 8    |                                           |                                           |  |  |                                              |                                              |  |  |                                                       |                                                       |
|  | Le 2 mars 1947 au Stade Armandie, Agen                  |                                                                      | SU Agen          | 8    |                                           |                                           |  |  |                                              |                                              |  |  |                                                       |                                                       |
|  |                                                         | Castres olympique                                                    | 0                |      |                                           |                                           |  |  |                                              |                                              |  |  |                                                       |                                                       |
|  | Castres olympique                                       | Castres olympique                                                    | 0                | 19   |                                           |                                           |  |  |                                              |                                              |  |  |                                                       |                                                       |
|  | Castres olympique                                       | Le 23 mars 1947 au Stade Timbror, Tours                              |                  | 19   |                                           |                                           |  |  |                                              |                                              |  |  |                                                       |                                                       |
|  | Stadoceste tarbais                                      | 0                                                                    |                  |      |                                           |                                           |  |  |                                              |                                              |  |  |                                                       |                                                       |
|  | Stadoceste tarbais                                      | 0                                                                    | SU Agen          | 25   |                                           |                                           |  |  |                                              |                                              |  |  |                                                       |                                                       |
|  | Le 9 mars 1947 au Stade Pascal-Laporte, Nantes          |                                                                      | SU Agen          | 25   |                                           |                                           |  |  |                                              |                                              |  |  |                                                       |                                                       |
|  |                                                         | Paris UC                                                             | 3                |      |                                           |                                           |  |  |                                              |                                              |  |  |                                                       |                                                       |
|  | Paris UC                                                | Paris UC                                                             | 3                | 3    |                                           |                                           |  |  |                                              |                                              |  |  |                                                       |                                                       |
|  | Paris UC                                                |                                                                      |                  | 3    |                                           |                                           |  |  |                                              |                                              |  |  |                                                       |                                                       |
|  | US Montauban                                            | 0                                                                    |                  |      |                                           |                                           |  |  |                                              |                                              |  |  |                                                       |                                                       |
|  | US Montauban                                            | 0                                                                    | Paris UC         | 6 ap |                                           |                                           |  |  |                                              |                                              |  |  |                                                       |                                                       |
|  | Le 9 mars 1947 au Stade de la Pépinière, Carcassonne    |                                                                      | Paris UC         | 6 ap |                                           |                                           |  |  |                                              |                                              |  |  |                                                       |                                                       |
|  |                                                         | AS Soustons                                                          | 3                |      |                                           |                                           |  |  |                                              |                                              |  |  |                                                       |                                                       |
|  | AS Soustons                                             | AS Soustons                                                          | 3                | 10   |                                           |                                           |  |  |                                              |                                              |  |  |                                                       |                                                       |
|  | AS Soustons                                             |                                                                      |                  | 10   |                                           |                                           |  |  |                                              |                                              |  |  |                                                       |                                                       |
|  | CS Vienne                                               | 3                                                                    |                  |      |                                           |                                           |  |  |                                              |                                              |  |  |                                                       |                                                       |
|  | CS Vienne                                               | 3                                                                    |                  |      |                                           |                                           |  |  |                                              |                                              |  |  |                                                       |                                                       |

## Finale
| Équipes          | Stade toulousain - SU Agen |
| Score            | 10-3 |
| Date             | 13 avril 1947 |
| Stade            | Stade des Ponts Jumeaux de Toulouse |
| Arbitre          | Maurice Delmas |
| Les équipes      | |
| Stade toulousain | Jacques Larzabal, Félix Lopez, Henri Jolivet, Jean Gaulène, Émile Fabre, Robert Barran, Albert Caraguel, Yves Noé, Yves Bergougnan, Roger Baqué, François Sanchez, Pierre Gaussens, André Brouat, Henri Dutrain, André Melet               |
| SU Agen          | Roger Bonnet, Jean Clavé, Emile Beziat, Albert Ferrasse, Robert Landes, Guy Basquet, Jacques Gomis, Fernand Ferria, Albert Gommes, Camille Bonnet, Pierre Genestine, Georges Bernadeau, Georges Carabignac, Michel Pomathios, Félix Martin |
| Points marqués   | |
| Stade toulousain | 1 essai de Caraguet 1 drop et 1 pénalité de Bergougnan |
| SU Agen          | 1 essai de Ferria |

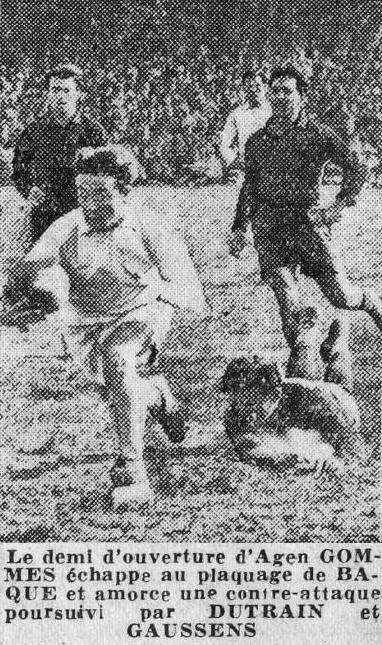
Autre moment de la finale.

À noter la présence de Albert Ferrasse et Guy Basquet, qui seront plus tard président et vice-président de la fédération française de rugby.
Guy Basquet, jugé coupable d'un mauvais geste, devait être exclu de la partie, mais devant les protestations des agenais un compromis a dû être trouvé par un dirigeant fédéral. Basquet fut exclu temporairement jusqu'à la mi-temps, alors que les exclusions temporaires n'étaient pas prévues dans le règlement et ne furent introduites dans le rugby que beaucoup plus tard.